# Glenea keili
Glenea keili é uma espécie de escaravelho da família Cerambycidae. Foi descrito por Ritsema em 1897.  Contém o varietas Glenea keili var. pyrrha.